# Ante Čačić
Ante Čačić (pronunciación croata: [ǎːnte tʃâtʃitɕ]; nacido el 29 de septiembre de 1953) es un entrenador croata que se desempeñó como técnico de la Selección de fútbol de Croacia, entre otros equipos.
Čačić se graduó en la Facultad de Educación Física de la Universidad de Zagreb. Fue uno de los primeros diez entrenadores de fútbol de Croacia en obtener la UEFA Pro Licence.

## Trayectoria
Durante su carrera, logró con éxito el ascenso a la primera división con Inter Zaprešić y Dubrava. También entrenó al Zadar, Osijek, Slaven Belupo, Kamen Ingrad, Croacia Sesvete y Lokomotiva.

### Inter Zaprešić
En la temporada 2002-03, Čačić estuvo al frente del Inter Zaprešić en la división sur de la Druga HNL. En marzo de 2003, renunció después de perder ante el equipo en primer lugar Uljanik, dejando al Inter en el segundo lugar de la tabla y cinco puntos por detrás de los líderes. Fue reemplazado por Ilija Lončarević, quien logró el ascenso a Prva HNL.

### Libia
Cuando Lončarević fue nombrado entrenador de la selección nacional de fútbol de Libia, nombró a Čačić como su asistente. Durante su tiempo en Libia, fue elegido para liderar su equipo sub-20 en los Juegos Mediterráneos 2005 celebrados en España. Después de perder ante los anfitriones en las semifinales, ganaron la medalla de bronce tras derrotar a Marruecos en la tanda de penaltis.

### Kamen Ingrad
En junio de 2006, Čačić regresó a Croacia y fue nombrado entrenador de Kamen Ingrad, pero después de solo tres meses rescindió su contrato.

### Regreso al Inter Zaprešić
En octubre de 2006, volvió a tomar el mando del Inter Zaprešić después de que despidieran a Srećko Bogdan.Čačić llevó al Inter al primer lugar en la Druga HNL 2006-07 y el equipo fue ascendido a la Prva HNL. Después de un comienzo decepcionante en la temporada siguiente, fue despedido en agosto de 2007.

### Lokomotiva
En octubre de 2011, fue nombrado entrenador del Lokomotiva. Terminaron en el sexto lugar en las vacaciones de invierno, invictos en cuatro juegos dirigidos por Čačić.

### Dinamo Zagreb
El 23 de diciembre de 2011, se anunció que Čačić había firmado un contrato de un año y medio con el Dinamo Zagreb. Fue despedido del Dinamo en noviembre de 2012.

### Radnik Sesvete
Čačić estuvo sin asignación hasta abril de 2013 cuando asumió el cargo de entrenador del Radnik Sesvete.

### Maribor
Čačić dejó Radnik Sesvete a principios de junio de 2013, cuando aceptó una oferta del campeón esloveno Maribor.

### Slaven Belupo
Čačić se convirtió en entrenador del Slaven Belupo el 4 de noviembre de 2014 y el club terminó sexto en su única temporada al frente del club.

### Regereso al Lokomotiva
Čačić se convirtió nuevamente en entrenador de Lokomotiva el 3 de junio de 2015 y estuvo con el club solo tres meses antes de ser seleccionado como entrenador de la selección de fútbol de Croacia.

### Croacia

#### Euro 2016: Clasificación y finales
Tras el despido de Niko Kovač, causado por una mala racha en la clasificación para la Eurocopa 2016, Ante Čačić fue nombrado entrenador en jefe de la selección nacional de Croacia. Croacia terminó segundo en su grupo de clasificación, asegurando un lugar en la fase de grupos de la Eurocopa 2016 en Francia. Croacia disfrutó de una fase de grupos memorable, encabezando su grupo después de vencer a los campeones europeos España por un marcador de 2-1 el 21 de junio, a pesar de que el jugador clave Luka Modrić no jugó debido a problemas de lesiones. Sin embargo, los fanáticos croatas habían provocado controversia anteriormente durante un partido contra la República Checa, que terminó 2-2, cuando se encendieron bengalas al final del partido. Después de vencer a España, Croacia fue señalada como una de las favoritas para ganar el torneo, pero fue eliminada por los futuros ganadores Portugal en los octavos de final.

#### Copa Mundial de la FIFA 2018: Clasificación y despido
Čačić llevó a Croacia a un buen comienzo en su campaña de clasificación, con Croacia liderando su grupo y permaneciendo invicta. Sin embargo, las derrotas ante Islandia y Turquía, así como un empate ante Finlandia amenazaron su progresión y provocaron una protesta pública contra Čačić, quien fue criticado por su pobre desempeño, disminución de la moral de los jugadores y pérdida del apoyo de jugadores y aficionados.
Fue despedido el 7 de octubre de 2017 y se nombró a Zlatko Dalić como su sucesor.

### Pyramids
El 27 de diciembre de 2019, fue nombrado entrenador del club egipcio Pyramids FC. Llevó a su equipo a llegar a la final de la Copa Confederación de la CAF 2020, que perdieron por 1-0 contra el RS Berkane. Más tarde, Pyramids decidió buscar un nuevo entrenador, después de terminar terceros en la Liga Premier egipcia 2019-20.

### Regreso al Dinamo Zagreb
El 21 de abril de 2022, se convirtió en entrenador del Dinamo Zagreb al final de la temporada 2021-22, en la que finalmente los llevó a ganar su título de liga N°23.Čačić guio con éxito al Dinamo de vuelta a la fase de grupos de la Liga de Campeones la temporada siguiente, superando al Shkupi, Ludogorets y Bodø/Glimt en las rondas de clasificación. Sin embargo, en abril de 2023, fue relevado de sus funciones.

## Estadísticas como entrenador
| Libia Sub-23   | 23 de junio de 2005      | 3 de julio de 2005       | 5   | 1   | 2  | 2  | 26.67% |
| Inter Zaprešić | 28 de octubre de 2006    | 18 de agosto de 2007     | 5   | 0   | 1  | 4  | 6.67%  |
| Lokomotiva     | 31 de octubre de 2011    | 23 de diciembre de 2011  | 4   | 3   | 1  | 0  | 83.33% |
| Dinamo Zagreb  | 23 de diciembre de 2011  | 26 de noviembre de 2012  | 54  | 32  | 12 | 10 | 66.67% |
| Radnik Sesvete | 14 de abril de 2013      | 5 de junio de 2013       | 7   | 3   | 1  | 3  | 47.62% |
| Máribor        | 5 de junio de 2013       | 29 de septiembre de 2013 | 22  | 10  | 6  | 6  | 54.54% |
| Slaven Belupo  | 4 de noviembre de 2014   | 3 de junio de 2015       | 22  | 9   | 6  | 7  | 50%    |
| Lokomotiva     | 3 de junio de 2015       | 21 de septiembre de 2015 | 15  | 6   | 3  | 6  | 46.67% |
| Croacia        | 21 de septiembre de 2015 | 7 de octubre de 2017     | 25  | 15  | 6  | 4  | 68%    |
| Pyramids       | 26 de diciembre de 2019  | 1 de noviembre de 2020   | 36  | 23  | 5  | 8  | 68.52% |
| Dinamo Zagreb  | 21 de abril de 2022      | 3 de abril de 2023       | 49  | 30  | 10 | 9  | 68.02% |
| Total          | Total                    | Total                    | 244 | 132 | 53 | 59 | 61.34% |

## Palmarés

### Entrenador

#### Club
Dinamo Zagreb
- Primera Liga de Croacia: 2011-12, Copa de Croacia: 2011-12, Liga de Croacia: 2021-22, Supercopa de Croacia: 2022

Máribor
- Supercopa de Eslovenia: 2013[30]

#### Internacional
Libia Sub-20
- Tercer puesto Juegos Mediterráneos: 2005

#### Individual
- 2016: 7º Mejor Entrenador de Selección Nacional, votado por IFFHS